# Barry McCarthy
Barry John McCarthy (* 13. September 1992 in Dublin, Irland) ist ein irischer Cricketspieler, der seit 2016 für die irische Nationalmannschaft spielt.

## Kindheit und Ausbildung
Seine Schwester Louise McCarthy spielte ebenfalls Cricket für Irland.

## Aktive Karriere
Nachdem er von Ben Stokes empfohlen wurde, erhielt er einen Vertrag bei Durham und gab für sie in der Saison 2015 sein First-Class Debüt. Sein Debüt in der Nationalmannschaft gab er in der ODI-Serie gegen Sri Lanka im Juni 2016. Daraufhin folgte eine Tour gegen Afghanistan, bei der er im ersten ODI 4 Wickets für 59 Runs und im zweiten 3 Wickets für 57 Runs erzielte. Im August konnte er dann noch einmal gegen Pakistan 4 Wickets für 62 Runs erreichen. Im März 2017 gab er sein Debüt im Twenty20-Cricket gegen Afghanistan und konnte dabei 4 Wickets für 33 Runs erzielen. Im Sommer 2017 erlitt er unter anderem einen Bruch des Daumens und musste so teilweise aussetzen. Im Dezember 2017 erzielte er ebenfalls gegen Afghanistan sein erstes Five-for, als ihm 5 Wickets für 46 Runs erreichte und als Spieler des Spiels ausgezeichnet wurde. Im dritten Spiel der Serie erreichte er dann noch einmal 3 Wickets für 32 Runs. Doch generell wuchs die Konkurrenz für ihn, wodurch er in der Folge immer seltener berufen wurde. Am Ende der Saison 2018 verlor er seinen Vertrag mit Durham.
Er war Teil des Kaders beim ICC Men’s T20 World Cup 2021, kam dort jedoch nicht zum Einsatz. Daraufhin konnte er in den Vereinigten Staaten 4 Wickets für 30 Runs in den Twenty20s erreichen. Im Sommer 2022 erzielte er gegen Afghanistan 3 Wickets für 34 Runs. Beim ICC Men’s T20 World Cup 2022 gelangen ihm dann gegen Australien 3 Wickets für 29 Runs.